# Glénac
Glénac (in bretone: Glenneg) è un comune francese di 895 abitanti situato nel dipartimento del Morbihan nella regione della Bretagna.
Il territorio comunale è bagnato dalle acque dei fiumi Aff e Oust che ivi confluiscono.

## Società

### Evoluzione demografica
Abitanti censiti